# Al Zamalek SC
Der Zamalek Sporting Club (arabisch نادي الزمالك, DMG Nādī az-Zamālik, im Deutschen oft auch Zamalek Kairo) ist ein ägyptischer Sportverein aus Gizeh im Großraum Kairo. Im Verein wird Fußball, Handball, Basketball und Volleyball gespielt. In allen vier Sportarten zählt Zamalek zu den erfolgreichsten Vereinen Ägyptens.

## Geschichte
Der Klub wurde am 5. Januar 1911 vom belgischen Rechtsanwalt George Marzbach, ein eminentes Mitglied seiner Zunft im Kairo jener Zeit, dem später der Ehrentitel Bey verliehen wurde, unter dem Namen Nile Palace Club (نادي قصر النيل / „Nadi Qasr al-Nayl“) gegründet. Namensgebend war ein Gästehaus der Straßenbahngesellschaft von Kairo, der Cairo Tramways Company, an einem Ufer der der Nil-Insel Gezira im Herzen der Stadt, das Marzbach als geeignet für den Sitz eines Sportvereins erachtete. Heute ist hier das Casino beheimatet. Zweck des Vereins war es, denen eine sportliche Heimat zu geben, denen als nicht-Briten die Aufnahme in deren Institutionen verwehrt war. Da Marzbach enge Verbindungen zum Establishment pflegte, erfreute sich der Verein sogleich regen Zuspruchs. 1913 erfolgte die Umbenennung in Cairo International Sports Club (نادي القاهرة المختلط / „Nadi al-Qahrt al-Mukhtalit“), oft abgekürzt als CISC. 1917 gewannen nationalistische Kräfte die Oberhand und der Verein wurde fürderhin von Ägyptern beherrscht.

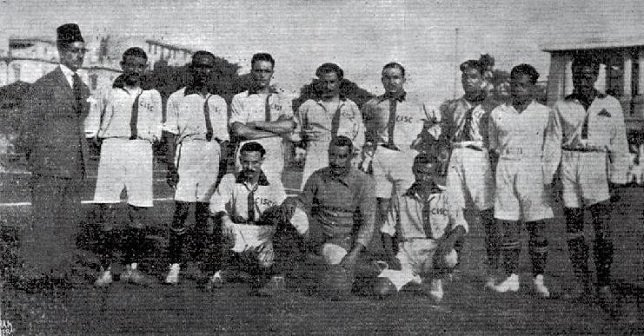
Die Mannschaft aus Zamalek gewann 1921 den Sultan Hussein Cup und war damit die erste ägyptische Mannschaft, die einen Wettbewerb gewann.

1920 wurde der Fußballer Tewfik Abdullah der erste Legionär des Vereins und spielte in den nächsten Jahren unter anderem in der ersten englischen Liga und in der professionellen American Soccer League. 1921 gewannen die Fußballer des CISC durch einen 2:1-Sieg über das 2. Bataillon der Sherwood Foresters den Sultan Hussein Cup und damit als erste nicht-britische Mannschaft einen Titel.
Ab 1941 nannte man sich Faruq, zu Ehren des Königs. Nach der Revolution von 1952 erhielt der Verein seinen bis jetzt gültigen Namen al-Zamalek SC, nach dem damaligen Sitz des Klubs im Bezirk Zamalek in Kairo. Später übersiedelte der Zamalek SC an den derzeitigen Vereinssitz in der Straße des 26. Juli, etwa 500 Meter westlich der Zamalek-Brücke, ein Stadtgebiet im Großraum Kairo, das offiziell zu Gizeh zählt.
Der Verein trägt seine Heimspiele im 74.100 Zuschauer fassenden Cairo International Stadium aus. Die Derbys mit dem Lokalrivalen al-Ahly sind sehr emotionsgeladen. Für die Leitung der Spiele müssen regelmäßig ausländische Schiedsrichter ins Land geholt werden. Den größten Erfolg im Derby feierte Zamalek 1943 mit dem 6:0-Sieg im Pokalfinale. Die höchste Niederlage war ein 1:6 in einem Ligaspiel der Saison 2002.
Der Club ist nach al-Ahly der erfolgreichste Verein Ägyptens. Bisher gewann der Klub 14 ägyptische Meisterschaften und 28 ägyptische Pokalwettbewerbe. Die größten internationalen Erfolge feierte der Al Zamalek SC in den Jahren 1984, 1986, 1994, 1996 und 2002 mit dem Gewinn des African Cup of Champions Clubs bzw. des Nachfolgewettbewerbs CAF Champions League und errang 1987 und 1997 zusätzlich den interkontinentalen Afroasiatischen Pokal. Am 8. Februar 2015 starben bei Ausschreitungen vor dem Air Defense Stadium mindestens 22 Menschen. Der Zwischenfall war mit seinen 22 Todesopfern nach der Katastrophe vom Helmi-Zamora-Stadion mit 48 Toten und nach den Ausschreitungen 2012 in Port Said mit 70 Toten die drittgrößte Stadionkatastrophe Ägyptens.

## Abteilung Fußball

### Erfolge
- Sultan Hussein Cup: (2) 1920, 1921
- Meisterschaft von Kairo: (14) 1923, 1929, 1930, 1932, 1934, 1940, 1941, 1944, 1945, 1947, 1949, 1951, 1952, 1953
- Ägyptischer Meister: (14) 1959/60, 1963/64, 1964/65, 1977/78, 1983/84, 1987/88, 1988/89, 1991/92, 1992/93, 2000/01, 2002/03, 2003/04, 2014/15, 2020/21, 2021/22
- Ägyptischer Pokalsieger: (29) 1922, 1932, 1935, 1938, 1941, 1943, 1944, 1952, 1955, 1957, 1958, 1959, 1960, 1962, 1975, 1977, 1979, 1988, 1999, 2002, 2008, 2013, 2014, 2015, 2016, 2018, 2019, 2022, 2025
- Ägyptischer Supercupsieger: (4) 2001, 2002, 2016, 2020
- Afro-Asien-Pokal: (2) 1987, 1997
- African Cup of Champions Clubs: (4) 1984, 1986, 1994, 1996
- CAF Champions League: (1) 2002
- CAF Confederation Cup: (2) 2018/19, 2023/24
- African Cup Winners’ Cup: 2001
- CAF Super Cup: (5) 1994, 1997, 2003, 2020, 2024
- Prince-Faisal-ibn-Fahad-Turnier: (1) 2003
- Ägyptischer Saudi Cup: 2003

### Ehemalige Spieler
- Tewfik Abdullah (bis 1920, Ende der 1920er)
- Hassan Shehata (1967–1968, 1971–1983)
- Nader El-Sayed (1992–1998)
- Rami Shaaban (1995)
- Hazem Emam (1999–2004)
- Ahmed Hossam „Mido“ (1999–2000, 2009, 2011–2012)
- Hossam Hassan (2000–2004)
- Shikabala (2002–2005, 2006–2012, 2013–2014, 2016–)
- Ferjani Sassi (2018–2021)
- Achraf Bencharki (2018–2021)

### Trainer
- Dave Mackay (1991–1993)
- Alfred Riedl (1994)
- Werner Olk (1996–1997)
- Diethelm Ferner (1996–1997)
- Otto Pfister (1999–2002)
- Theo Bücker (2003)
- Dragoslav Stepanović (2004)
- Jorvan Vieira (2012–2013)
- Jaime Pacheco (2014–2015)
- Marcos Paquetá (2015)
- Moamen Soliman (2016)
- Mohammed Helmy (2016–2017)
- Khaled Galal (2018)
- Christian Gross (2018–2019)
- Micho (2019)
- Patrice Carteron (2019–2020)
- Jaime Pacheco (2020–2021)
- Patrice Carteron (2021–2022)
- Jesualdo Ferreira (2022–)

## Abteilung Handball

### Erfolge
Der Verein gewann mehrfach die ägyptische Meisterschaft, zuletzt 2021, und die CAHB Champions League. Er nimmt als Sieger des Africa Men’s Handball Super Cup 2021 am IHF Super Globe 2021 teil.
Nationale Titel
- Ägyptische Meisterschaft (19)
  - 1977, 1979, 1981, 1983, 1985, 1990, 1991, 1995, 1996, 1999, 2001, 2005, 2009, 2010, 2016, 2019, 2020, 2021, 2022
- Ägyptischer Pokalsieger (16)
  - 1979, 1980, 1981, 1982, 1983, 1986, 1991, 1992, 1994, 1999, 2001, 2002, 2004, 2006, 2008, 2016

Internationale Titel
- CAHB Champions League (12)
  - 1979, 1980, 1981, 1986, 1991, 2001, 2002, 2011, 2015, 2017, 2018, 2019
- African Cup Winners’ Cup (7)
  - 1985, 2009, 2010, 2011, 2016, 2022, 2023
- African Super Cup (7)
  - 2002, 2010, 2011, 2012, 2018, 2019, 2021

### Spieler
Zu den bekannten Spielern zählen Ahmed El-Ahmar, Hussein Zaky und Yehia El-Deraa.